# LISA (歌手)
LISA（リサ、1974年10月26日 - ）は、日本のシンガーソングライター/プロデューサーであり、m-floのメンバーでもある。本名、成田 エリザベス サクラ（なりたエリザベスサクラ）。東京都出身。LDH所属。旧名はUNIKAやCHICA COLOMBIANAなど。rhythm zoneから、5枚のオリジナルアルバムをリリースしている。血液型O型。既婚。

## 略歴
1974年
- 父親が日本人で母親がコロンビア人。幼少の頃から聖歌隊に入隊し、歌に親しむ。

1993年
- 18歳の時、LISAとして徳間ジャパンコミュニケーションズよりデビュー。この頃から朝本浩文率いるRam Jam Worldにボーカリストとして参加するなど、数多くのセッションを経験。

1998年
- m-floに加入。

1999年
- 7月 m-flo、rhythm zoneよりシングル『The tripod e.p.』でメジャーデビュー。m-floとして2年間で2枚のアルバムと13枚のシングル、そして2枚のリミックスアルバムとライヴアルバム＆ビデオを発表。

2001年
- 松任谷由実の曲「リアリティ」にゲスト・ヴォーカルとして参加。

2002年
- 1月9日 m-flo在籍中にソロ1stシングル『move on』を発表（事実上のソロ再デビューシングル）。
- 4月 ソロ活動への専念を理由にm-floを脱退。

2003年
- 4月 ソロ1stアルバム『JUICY MUSIC』をリリース。

2005年
- 8月 m-floのアルバム『BEAT SPACE NINE』に収録されている「TRIPOD BABY」に、Lovesアーティストとして参加。また同年11月2日に行われたm-floの「BEAT SPACE NINE TOUR 2005」の日本武道館での最終公演にも参加し、"m-flo loves LISA"として「TRIPOD BABY」だけでなくm-flo在籍時代の「How You Like Me Now?」と「come again」も披露した。

2007年
- 6月6日、初のベストアルバム『LISABEST -mission on earth 9307- 』をリリース。

2008年
- 2月13日、m-floのベストアルバム『Award SuperNova -Loves Best-』に収録されている、loves最終楽曲「love comes and goes」に、m-flo FAMILYの日之内エミ、Ryohei、Emyli、YOSHIKAと共に参加。
- 9月9日、スペインのリゾート・イビサ島で最大級のクラブ「エルディヴィーノ」で日本の女性歌手として初となるライブを行った[1]。

2009年
- 10月7日、m-floのベストアルバム『MF10 -10th ANNIVERSARY BEST-』に収録されている新曲「SOUND BOY THRILLER feeeeeeeeeeat. LISA」に参加。また、同年11月14日、15日の2日間に渡って行われたm-floの10周年記念ライブ「BeeTV presents m-flo 10Years Special Live "we are one"」にも参加した。
- 11月11日、4thアルバム『Disco Volante』をリリース。
- 12月9日、グータンヌーボに出演し、自身の恋愛について語った。

2010年
- 6月 京セラドーム大阪と東京ドームにて行われた JYJの「JUNSU/JEJUNG/YUCHUN THANKSGIVING LIVE IN DOME」に出演し、m-flo在籍時代の「been so long」をJYJの3人と共に歌った。
- 9月 子宮筋腫を患い入院、手術を行ったことを自身のブログにて報告した。[2] その後、11月のライブにて復帰した。

2012年
- 5月16日、5thアルバム『Family』をリリース。
- 9月24日、HEY!HEY!HEY! MUSIC CHAMPの3時間特番「えっ!? マジで!? 秋の歌祭り!  HEY!HEY!HEY! お台場から生放送スペシャル!!」にm-floと共に出演し、「come again」を披露した。

2017年
- 12月15日、 m-floオフィシャルサイト、オフィシャルツイッターオフィシャルインスタグラムにてm-floへの復帰、新曲「never」を発表することがアナウンスされた。

2025年
- 3月19日に放送された『上田と女が吠える夜』（日本テレビ）の番組内で、56歳の男性と結婚したことを発表した[3]。

## 人物
肉食系であり、定期的にグアムに男性を探しに行く。スーパーマーケットでは胸元が大きく開いた服を着て、網タイツも着用するが、LISAは「スーパーであのスタイルでいるってことは、米軍の男を捕まえようとしているわけですよ」と意図を説明し、おすすめは海軍であるとして「やばいです、海軍は」と熱く説明した。
J-WAVE『Across The View』では、「成田リサ」と☆Takuに呼ばれたことがある。（エリザベスの愛称は「リサ」になるため間違いではない。）
実家は、東京都世田谷区用賀にある焼き鳥屋「やきとり天国」である。
清泉インターナショナルスクール出身で、歌手の宇多田ヒカルは後輩にあたる。日本語、英語、スペイン語を操るトリリンガルである。
松任谷由実の大ファンであり、「リアリティ」のレコーディングに参加したときにはスタジオで松任谷に会うことが出来て感動のあまり感極まって号泣した。
m-floを脱退後、様々なジャンルの音楽を発表してきたが、最近はR&B特化を宣言している。長渕剛を支持するアーティストの一人であり、長渕のトリビュートアルバム『Hey ANIKI!』に参加。2004年に開かれた長渕の桜島オールナイトコンサートでは、同じく『Hey ANIKI!』に参加していたZeebraと共に長渕との競演を果たしている。
デビュー当時、コサキンのラジオ番組のキャイ〜ンのコーナーに登場し、ゲームセンターの体感ゲーム機の中でウド鈴木と「ロンリーチャップリン」を歌った事がある。ライブでは感極まって、よく涙する。
「マンモスラヴ」「愛はマンモスのように」など、「マンモス」という言葉を好んで使用する。胸毛フェチである。
LISA LIONの名でラップパートを行う時がある（「I am pop feat. LISA LION」※『GRATITUDE』収録

## ディスコグラフィ
注釈のないものは全てrhythm zoneよりリリース。

### シングル
| 枚       | 発売日         | タイトル                                                                 |
| LISA     | LISA           | LISA                                                                     |
| -------- | -------------- | ------------------------------------------------------------------------ |
| 1st      | 1993年2月25日  | OUT OF CRY                                                               |
| 2nd      | 1994年         | ONE WORLD                                                                |
| 3rd      | 1994年6月25日  | SEA OF THE STARS                                                         |
| 4th      | 1994年7月25日  | ゴール・ゲット大作戦 (Vamos Hacer El Gol! バモス・アセル・エル・ゴール!) |
| LISA     |                |                                                                          |
| 1st      | 2002年1月9日   | move on                                                                  |
| 2nd      | 2002年5月29日  | バビロンの奇跡                                                           |
| 3rd      | 2002年10月30日 | I'm all you                                                              |
| 4th      | 2003年3月26日  | Superstar                                                                |
| 5th      | 2003年7月24日  | Flower For The Lion e.p. 〜Peace in Love〜                               |
| 6th      | 2004年1月21日  | My Dearest                                                               |
| 7th      | 2004年4月21日  | SWITCH feat. 倖田來未&Heartsdales/I ONLY WANT TO BE WITH YOU             |
| 8th      | 2004年6月2日   | So Beautiful                                                             |
| 9th      | 2004年12月8日  | Only if 〜Diamonds in the Snow e.p.〜                                    |
| 10th     | 2005年10月26日 | I, Rhythm                                                                |
| 11th     | 2006年9月13日  | SHOWTIME                                                                 |
| 12th     | 2007年5月9日   | tomorrow                                                                 |
| 配信限定 | 2019年10月16日 | ラストラブ                                                               |

### アルバム

#### オリジナルアルバム
| 枚  | 発売日         | タイトル      |
| --- | -------------- | ------------- |
| 1st | 2003年4月16日  | JUICY MUSIC   |
| 2nd | 2004年6月30日  | GRATITUDE     |
| 3rd | 2006年10月25日 | ELIZABETH     |
| 4th | 2009年11月11日 | Disco Volante |
| 5th | 2012年5月16日  | Family        |

#### コンセプトアルバム
| 枚  | 発売日        | タイトル                                    | 備考                                                              |
| --- | ------------- | ------------------------------------------- | ----------------------------------------------------------------- |
| 1st | 2005年4月20日 | Melody Circus                               | 80'sアコースティックカバーアルバム。DVD付き。                     |
| 2nd | 2005年7月27日 | かぜのおんがく 〜Radiating from an N.G.O.〜 | [ 注 1 ]                                                          |
| 3rd | 2006年3月23日 | GOD SISTA                                   | R&Bコンセプトアルバム。CD版とCD+DVD版がある。                     |
| 4th | 2008年2月20日 | ready to disco                              | ミニアルバム + LIVE DVD（LISA LIVE PREMIUM 2007 "THE GOD SISTA"） |
| 5th | 2008年8月27日 | got that fever                              | ミニアルバム + DVD（「SEND MY HEART」「Leave」MUSIC VIDEO）       |
| 6th | 2016年4月27日 | avex nico presents KID'S SONGS vol.1        | ☆Taku Takahashi監修                                               |

#### ベストアルバム
- LISABEST -mission on earth 9307- （2007年6月6日） - CD2枚組版とCD2枚組+DVD版がある。

### 映像作品

#### DVD
- SHARE/AIDS AID 2005 LISAかぜのおんがくライブ （2006年6月14日）[注 1]

### 参加作品
- Fun Fun Christmas（English Version / Japanese Version）（2019年11月13日） - 『Francfranc Presents COSMIC CHRISTMAS』収録[7]

### Ram Jam World

#### シングル
- Salvia - 「Salvia」、「melody」

#### アルバム
- rough and ready - 「planet earth」、「corazon」
- 世界 - 「The End Of The World」、「欲望」
- R.J.W meets CHICA COLOMBIANA

#### 12インチアナログ
- 嘘つきな裸 / Skelton - 「Skelton」

## タイアップ
- OUT OF CRY - 住通チェーンCMソング
- SEA OF THE STARS - アニメ「銀河英雄伝説」第3期オープニングテーマ
- ゴール・ゲット大作戦 - テレビ朝日系「フロンティア」Jリーグコーナー・テーマソング
- move on - コーセー「ルミナス」 CMソング
- where peace belongs - ソフマップ「有楽町Sofmap」CMソング、テレビ朝日系「D's garage」エンディング・テーマ
- バビロンの奇跡 - キリンビール「氷結」CMソング
- I'm all you - EDWIN「SOMETHING」TV CFソング、テレビ朝日系「ビートたけしのTVタックル」エンディングテーマ（2002年10月〜12月）
- My Dearest - 集英社「MORE」TVCMソング、テレビ朝日系列「おかずのクッキング」テーマ曲
- SWITCH feat. 倖田來未 & Heartsdales - PS2用ソフト「クリムゾンティアーズ」CMソング・オープニングテーマ曲
- I ONLY WANT TO BE WITH YOU - TDKTV-CFソング
- とんぼ feat. HOME GROWN - テレビ朝日系「朝いち!!やじうま」8月度テーマ曲
- So Beautiful - ニベア花王「ニベアボディ薬用ストレッチアップUV」CMソング
- Only if - テレビ朝日「ビートたけしのTVタックル」エンディングテーマ
- Eternal Flame - 映画「エターナル・サンシャイン」イメージソング
- It's On - テレビ朝日 土曜ミッドナイトドラマ「吉祥天女」主題歌
- I, Rhythm - テレビ朝日系「草野☆キッド」エンディングテーマ
- Precious Message / LISA & 舞音 - GAGA配給松竹系ダンス映画「バックダンサーズ!」劇中クラブシーン使用曲
- SHOWTIME - テレビ朝日「FUTURE TRACKS-R」エンディングチューン
- Never Alone - テレビ東京系「たけしのニッポンのミカタ!」エンディングテーマ（2011年4月〜6月）
- ラストラブ - 映画「GHOSTING」主題歌

## コラボレーション
特に注釈のないものは、ボーカルのみの参加。

### m-flo脱退前
- melody / Ram Jam World
- planet earth / Ram Jam World - 作詞、ボーカル
- corazon / Ram Jam World - 作詞、ボーカル
- Salvia / Ram Jam World feat. LISA - ボーカル
- 欲望 / Ram Jam World
- The End Of The World / Ram Jam World
- Skelton feat. lisa / Ram Jam World
- Little Wish / K. - コーラス
- Make Me Crazy / Kirari - コーラス、コーラスアレンジ
- Mind Kids / Kirari - コーラス、コーラスアレンジ、ボーカル
- 心やすめて / Kirari - コーラス、コーラスアレンジ
- One wish / blue on blue
- You said. / blue on blue
- PERFECT LOVE... GONE WRONG (LISA M-FLO MIX) / STING - ラップ
- Freak me / Joi
- リアリティ / 松任谷由実 - コーラス
- Believe the Light / TRICERATOPS with Lisa - 作詞、ボーカル
- I Can't Tell You Anymore / TRICERATOPS with Lisa ※上記シングルのカップリング
- Love can't wait feat. LISA / DJ HASEBE
- Rest of Everything / Yukihiro Fukutomi
- All Mine / Heartsdales

### m-flo脱退後
- ねぇD [LADY] feat. LISA / DABO
- one / 倖田來未 - プロデュース、ラップ
- Pearl Moon / 倖田來未 - 作曲
- It Takes Two (OCTOPUSSY Remix feat. LISA) / CHEMISTRY
- flower (D.I's "Luv hurts" REMIX feat. LISA) / BoA
- Be Mine / 99% Radio Allstars
- Going to the sky / JAFROSAX
- VOICE OF LOVE〜上を向いて歩こう / VOICE OF LOVE POSSE
- magic / 倖田來未 - プロデュース
- LUCKY STAR / GTS + LISA
- しあわせになろうよ'04 / 長渕剛 & All Cast feat. ZEEBRA
- Sweetest feat. LISA / JHETT a.k.a. YAKKO for AQUARIUS - 作詞、ボーカル
- TRIPOD BABY / m-flo loves LISA
- ROUND & ROUND feat. LISA / KENSHIN
- MI MATADOR feat. LISA / LOS KALIBRES
- Precious Message / LISA & 舞音
- 너에게 쓰는 편지 Part2 feat. LISA / MCモン
- ReListen feat. LISA / Ryohei
- UNCHAINED TRIBE / LISA & Miss Monday
- BABEL / LOS KALIBRES & LISA
- MY ONE STAR feat. LISA / MAKAI
- I Believe In Miracles feat. LISA / MAKAI
- FIRE WOO FOO FOO feat. LISA / Diggy-MO'
- HOUSE NATION feat. LISA / ravex
- Break Free feat. LISA & Ryohei / Sound Around
- Back Stage Pass feat. LISA / CLIFF EDGE
- So Bright feat. LISA / YUMMY
- www. 〜World Wide Wisteria〜 / 杏子
- BREAK FREE feat. LISA / 中村舞子
- Only You mix LISA / FIREWORK DJs

## 出演

### かつてのラジオ番組
- 文化放送 "m-flo LisaのLIPS PARTY 21.jp" 2000年10月〜2001年6月、毎週月曜日24:00〜25:30
- Fm yokohama "DANCING GROOVE! 〜HOT JAM〜 rhythm zone ★ LISA FLOOR" 2006年4月6日〜、毎週木曜日24:00〜25:00
- Inter-FM "UP's BEAT" 毎週水曜日18:00〜18:55

### テレビ番組
- スッキリ（日本テレビ、火曜日「WEニュース」2019年9月度マンスリーMC）
- あさイチ (NHK、金曜日「特選!エンタ」英語ナビゲーター)

## 関連のある主なアーティスト
- m-flo
- Ram Jam World
- 朝本浩文
- GTS
- 今井了介
- 今井大介
- HOME GROWN
- 長渕剛
- 倖田來未
- Heartsdales
- DABO
- JHETT
- TRICERATOPS
- JAFROSAX
- Ryohei
- Shinnosuke（SOUL'd OUT）
- JYJ
- 杏子
- CLIFF EDGE
- 中村舞子